# Tatjana Kuzněcovová
Tatjana Viktorovna Kuzněcovová (rusky Татьяна Викторовна Кузнецова, 28. listopadu 1946 v satelitním městě Krasnogorsk moskevské oblasti, RSFSR, Sovětský svaz) je sovětsko-ruská filosofka, doktor filosofických věd a vysokoškolská pedagožka.

## Vzdělání
V roce 1973 absolvovala filosofickou fakultu Moskevské státní univerzity a byla přijata do aspirantury, kterou dokončila v roce 1977. Od této doby působí na katedře estetiky, kde v roce 2010 získala profesuru. Je autorkou více než 70 odborných článků, zaměřených na problematiku estetiky, módy, kýče a populární kultury.

## Práce
- КУЗНЕЦОВА, Т. В. ОВСЯННИКОВ Михаил Федотович. In: МАСЛИН, М. А. Русская философия. Энциклопедия. III. vyd. Moskva: Мир философии, 2020. S. 494–495. (rusky)
- The aesthetic category of beauty and the beautiful. The Philosophical Forum. 2019. (anglicky)